# Seznam sídel v Chorvatsku, U
Toto je seznam sídel v Chorvatsku začínajících na písmeno U.
| Název            | Typ     | Župa                     | Město/opčina        | Počet obyvatel (2011) |
| ---------------- | ------- | ------------------------ | ------------------- | --------------------- |
| Uble             | vesnice | Dubrovnicko-neretvanská  | Lastovo             | 222                   |
| Udbina           | opčina  | Licko-senjská            | Udbina              | 960                   |
| Udbinja          | vesnice | Karlovacká               | Karlovac            | 63                    |
| Udetin           | vesnice | Sisacko-moslavinská      | Dvor                | 45                    |
| Udovičić         | vesnice | Splitsko-dalmatská       | Otok Dalmatinski    | 415                   |
| Ugarci           | vesnice | Požežsko-slavonská       | Požega              | 57                    |
| Ugljan           | vesnice | Zadarská                 | Preko               | 1 278                 |
| Ugljane          | vesnice | Splitsko-dalmatská       | Trilj               | 398                   |
| Uglješ           | vesnice | Osijecko-baranjská       | Darda               | 507                   |
| Ugrini           | vesnice | Istrijská                | Buzet               | 48                    |
| Uljanički Brijeg | vesnice | Bjelovarsko-bilogorská   | Garešnica           | 26                    |
| Uljanik          | vesnice | Bjelovarsko-bilogorská   | Garešnica           | 287                   |
| Umag             | město   | Istrijská                | Umag                | 7 281                 |
| Umčani           | vesnice | Splitsko-dalmatská       | Vrgorac             | 227                   |
| Umetić           | vesnice | Sisacko-moslavinská      | Donji Kukuruzari    | 73                    |
| Umljanović       | vesnice | Šibenicko-kninská        | Ružić               | 148                   |
| Umol             | vesnice | Karlovacká               | Bosiljevo           | 37                    |
| Unčani           | vesnice | Sisacko-moslavinská      | Dvor                | 189                   |
| Unešić           | opčina  | Šibenicko-kninská        | Unešić              | 320                   |
| Unije            | vesnice | Přímořsko-gorskokotarská | Mali Lošinj         | 88                    |
| Uskoci           | vesnice | Brodsko-posávská         | Stara Gradiška      | 100                   |
| Uskoplje         | vesnice | Dubrovnicko-neretvanská  | Konavle             | 136                   |
| Ustrine          | vesnice | Přímořsko-gorskokotarská | Mali Lošinj         | 22                    |
| Uštica           | vesnice | Sisacko-moslavinská      | Jasenovac           | 177                   |
| Utinja           | vesnice | Karlovacká               | Karlovac            | 5                     |
| Utinja Vrelo     | vesnice | Karlovacká               | Vojnić              | 18                    |
| Utiskani         | vesnice | Bjelovarsko-bilogorská   | Ivanska             | 187                   |
| Utolica          | vesnice | Sisacko-moslavinská      | Hrvatska Kostajnica | 68                    |
| Uzdolje          | vesnice | Šibenicko-kninská        | Biskupija           | 226                   |